# Corispermum candelabrum
Corispermum candelabrum là loài thực vật có hoa thuộc họ Dền. Loài này được Iljin mô tả khoa học đầu tiên năm 1929.